# Itatí (Corrientes)
Itatí is een plaats in het Argentijnse bestuurlijke gebied Itatí in de provincie Corrientes. De plaats telt 7.902 inwoners.

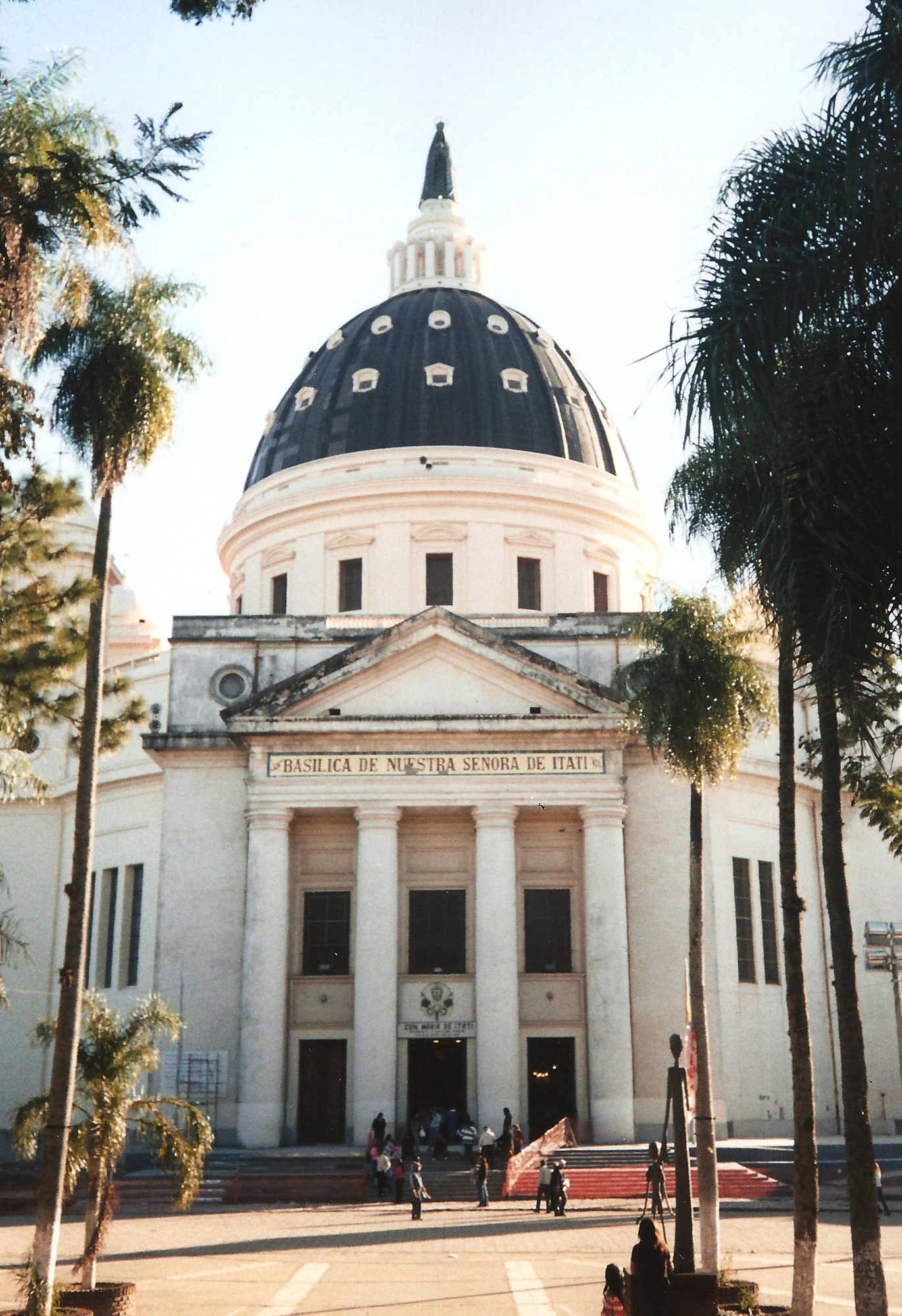